# Marek Kaljumäe
Marek Kaljumäe (Tallinn, 18 februari 1991) is een Estisch voetballer die als middenvelder voor onder andere Telstar speelde.

## Carrière
Marek Kaljumäe speelde in de jeugd van SC Real Tallinn, waarna hij in 2007 voor het tweede elftal van JK Kaitseliit Kalev in de III Liiga speelde. Hierna speelde hij in de jeugdopleidingen van Nõmme Kalju FC, SC Real Tallinn en AZ. AZ verhuurde Kaljumäe in het seizoen 2010/11 aan Telstar, waar hij één wedstrijd in de Eerste divisie speelde. In 2011 vertrok hij bij AZ en ging voor FC Levadia Tallinn speelde, waar hij tot 2014 speelde. Hierna vertrok hij naar JK Trans Narva, maar keerde na een jaar weer terug bij FC Levadia Tallinn. In 2017 vertrok hij naar PS Kemi, waar hij twee seizoenen speelde. In 2019 keerde hij terug naar Estland, waar hij voor FCI Levadia Tallinn, JK Kalev Tallinn en Pärnu JK Vaprus speelde.

### Statistieken
| Seizoen                        | Club                   | Competitie     | Competitie | Competitie | Beker | Beker | Europees | Europees | Overig | Overig | Totaal | Totaal |
| Seizoen                        | Club                   | Competitie     | Wed.       | Dlp.       | Wed.  | Dlp.  | Wed.     | Dlp.     | Wed.   | Dlp.   | Wed.   | Dlp.   |
| ------------------------------ | ---------------------- | -------------- | ---------- | ---------- | ----- | ----- | -------- | -------- | ------ | ------ | ------ | ------ |
| 2007                           | JK Kaitseliit Kalev II | III Liiga      | 6          | 1          | –     | –     | –        | –        | –      | –      | 6      | 1      |
| 2009/10                        | AZ                     | Eredivisie     | 0          | 0          | 0     | 0     | 0        | 0        | 0      | 0      | 0      | 0      |
| 2010/11                        | → Telstar              | Eerste divisie | 1          | 0          | 0     | 0     | –        | –        | –      | –      | 1      | 0      |
| 2011                           | FC Levadia Tallinn     | Meistriliiga   | 12         | 0          | 2     | 0     | 0        | 0        | –      | –      | 14     | 0      |
| 2011                           | FC Levadia Tallinn II  | Esiliiga       | 5          | 0          | –     | –     | –        | –        | –      | –      | 5      | 0      |
| 2012                           | FC Levadia Tallinn     | Meistriliiga   | 31         | 3          | 4     | 0     | 4        | 0        | –      | –      | 39     | 3      |
| 2013                           | FC Levadia Tallinn     | Meistriliiga   | 24         | 3          | 1     | 4     | 4        | 0        | 1      | 0      | 30     | 7      |
| 2014                           | FC Levadia Tallinn     | Meistriliiga   | 14         | 2          | 3     | 0     | 3        | 0        | 1      | 0      | 21     | 2      |
| 2014                           | FC Levadia Tallinn II  | Esiliiga       | 9          | 2          | –     | –     | –        | –        | –      | –      | 9      | 2      |
| 2015                           | JK Trans Narva         | Meistriliiga   | 35         | 0          | 3     | 1     | –        | –        | –      | –      | 38     | 1      |
| 2016                           | FC Levadia Tallinn     | Meistriliiga   | 36         | 4          | 2     | 0     | 3        | 0        | –      | –      | 41     | 4      |
| 2017                           | PS Kemi                | Veikkausliiga  | 28         | 0          | 5     | 1     | –        | –        | –      | –      | 33     | 1      |
| 2018                           | PS Kemi                | Veikkausliiga  | 30         | 2          | 1     | 0     | –        | –        | –      | –      | 31     | 2      |
| 2019                           | FCI Levadia Tallinn    | Meistriliiga   | 27         | 1          | 4     | 1     | 2        | 0        | 0      | 0      | 33     | 2      |
| 2020                           | JK Kalev Tallinn       | Meistriliiga   | 29         | 5          | 6     | 2     | –        | –        | –      | –      | 35     | 7      |
| 2021                           | Pärnu JK Vaprus        | Meistriliiga   | 0          | 0          | 0     | 0     | –        | –        | –      | –      | 0      | 0      |
| Carrièretotaal                 | Carrièretotaal         | Carrièretotaal | 287        | 23         | 31    | 9     | 16       | 0        | 2      | 0      | 336    | 32     |
| Bijgewerkt op 13 februari 2019 |                        |                |            |            |       |       |          |          |        |        |        |        |

### Interlandcarrière
In 2017 werd Kaljumäe geselecteerd voor het Estisch voetbalelftal voor de vriendschappelijke wedstrijden tegen Fiji, Vanuatu en Nieuw-Caledonië. Hij speelde de hele wedstrijd tegen Fiji, zat op de bank tegen Vanuatu en speelde 74 minuten tegen Nieuw-Caledonië.
| Interlands van Marek Kaljumäe voor Estland | Interlands van Marek Kaljumäe voor Estland | Interlands van Marek Kaljumäe voor Estland | Interlands van Marek Kaljumäe voor Estland | Interlands van Marek Kaljumäe voor Estland | Interlands van Marek Kaljumäe voor Estland |
| №                                          | Datum                                      | Wedstrijd                                  | Uitslag                                    | Soort wedstrijd                            | Doelpunten                                 |
| Als speler bij PS Kemi                     | Als speler bij PS Kemi                     | Als speler bij PS Kemi                     | Als speler bij PS Kemi                     | Als speler bij PS Kemi                     | Als speler bij PS Kemi                     |
| ------------------------------------------ | ------------------------------------------ | ------------------------------------------ | ------------------------------------------ | ------------------------------------------ | ------------------------------------------ |
| 1.                                         | 19 november 2017                           | Fiji - Estland                             | 0 – 2                                      | Vriendschappelijk                          | 0                                          |
| 2.                                         | 26 november 2017                           | Nieuw-Caledonië - Estland                  | 1 − 1                                      | Vriendschappelijk                          | 0                                          |
| 3.                                         | 30 mei 2018                                | Estland - Litouwen                         | 2 − 0                                      | Vriendschappelijk                          | 0                                          |
| 4.                                         | 9 juni 2018                                | Estland - Marokko                          | 1 − 3                                      | Vriendschappelijk                          | 0                                          |
| 5.                                         | 12 oktober 2018                            | Estland - Finland                          | 0 − 1                                      | UEFA Nations League                        | 0                                          |